# Wahlkreis Delitzsch
Der Wahlkreis Delitzsch (Wahlkreis 32) ist ein ehemaliger Landtagswahlkreis in Sachsen. Er umfasste zuletzt die Städte Bad Düben, Delitzsch und Eilenburg sowie die Gemeinden Doberschütz, Jesewitz, Krostitz, Laußig, Löbnitz, Neukyhna, Schönwölkau, Wiedemar, Zschepplin und Zwochau und damit einen Teil des Landkreises Nordsachsen. Bei der letzten Landtagswahl (im Jahr 2009) waren 68.343 Einwohner wahlberechtigt.

## Wahl 2009
| Amtliches Endergebnis der Landtagswahl am 30. August 2009 in Sachsen im Wahlkreis 032 Delitzsch (Ergebnisse in Prozent) |

| Direktkandidat   | Partei          | Erststimmen in % | Zweitstimmen in % |
| ---------------- | --------------- | ---------------- | ----------------- |
| Volker Tiefensee | CDU             | 39,8             | 41,5              |
| Thomas Kind      | Die Linke       | 22,1             | 22,7              |
| Heiko Wittig     | SPD             | 20,0             | 12,9              |
| Maik Scheffler   | NPD             | 6,0              | 6,0               |
| Stephan Kriebel  | FDP             | 8,2              | 7,7               |
| Peter Hettlich   | GRÜNE           | 3,9              | 3,8               |
| –                | Tierschutz      | –                | 2,1               |
| –                | PBC             | –                | 0,2               |
| –                | BüSo            | –                | 0,1               |
| –                | DSU             | –                | 0,1               |
| –                | REP             | –                | 0,2               |
| –                | Freie Sachsen   | –                | 0,9               |
| –                | FP Deutschlands | –                | 0,1               |
| –                | Humanwirtschaft | –                | 0,1               |
| –                | Piraten         | –                | 1,3               |
| –                | SVP             | –                | 0,3               |

## Wahl 2004
Die Landtagswahl 2004 hatte folgendes Ergebnis:
| Direktkandidat    | Partei     | Erststimmen in % | Zweitstimmen in % |
| ----------------- | ---------- | ---------------- | ----------------- |
| Rita Henke        | CDU        | 43,9             | 43,3              |
| Michael Friedrich | PDS        | 31,8             | 25,3              |
| Liane Deicke      | SPD        | 12,6             | 11,2              |
| Jana Rötzsch      | GRÜNE      | 3,7              | 2,9               |
| –                 | NPD        | –                | 8,7               |
| Carsten Pommer    | FDP        | 7,9              | 5,1               |
| –                 | DSU        | –                | 0,3               |
| –                 | PBC        | –                | 0,1               |
| –                 | GRAUE      | –                | 0,7               |
| –                 | BüSo       | –                | 0,2               |
| –                 | AUFBRUCH   | –                | 0,4               |
| –                 | DGG        | –                | 0,2               |
| –                 | Tierschutz | –                | 1,5               |

## Wahl 1999
Die Landtagswahl 1999 hatte folgendes Ergebnis:
| Direktkandidat    | Partei          | Erststimmen in % | Zweitstimmen in % |
| ----------------- | --------------- | ---------------- | ----------------- |
| Rita Henke        | CDU             | 50,7             | 56,0              |
| Heiko Wittig      | SPD             | 16,6             | 12,8              |
| Michael Friedrich | PDS             | 26,1             | 22,8              |
| Ulf Jäckel        | GRÜNE           | 1,8              | 1,5               |
| Thomas Gwenner    | FDP             | 1,8              | 1,2               |
| –                 | BüSo            | –                | 0,1               |
| –                 | DSU             | –                | 0,2               |
| –                 | GRAUE           | –                | 0,3               |
| –                 | REP             | –                | 1,0               |
| –                 | FP Deutschlands | –                | 0,0               |
| –                 | Pro DM          | –                | 1,6               |
| –                 | KPD             | –                | 0,0               |
| Bernd Güntner     | NPD             | 3,0              | 2,2               |
| –                 | FORUM           | –                | 0,1               |
| –                 | PBC             | –                | 0,1               |

## Wahl 1994
Die Landtagswahl 1994 hatte folgendes Ergebnis:
| Direktkandidat                | Partei | Erststimmen in % | Zweitstimmen in % |
| ----------------------------- | ------ | ---------------- | ----------------- |
| Rita Henke                    | CDU    | 46,4             | 56,2              |
| Rainer Weihmann               | SPD    | 23,6             | 18,6              |
| Angelika Freifrau von Fritsch | FDP    | 7,2              | 2,2               |
| –                             | GRÜNE  | –                | 3,9               |
| –                             | DSU    | –                | 0,3               |
| Michael Bonß                  | REP    | 1,9              | 1,4               |
| –                             | FORUM  | –                | 0,4               |
| Michael Friedrich             | PDS    | 20,9             | 16,8              |
| –                             | SP     | –                | 0,3               |

## Wahl 1990
Die Landtagswahl 1990 fand am 14. Oktober 1990 statt und hatte folgendes Ergebnis für den Wahlkreis Delitzsch:
| Direktkandidat   | Partei (Kürzel) | Erststimmen (%) | Zweitstimmen (%) |
| ---------------- | --------------- | --------------- | ---------------- |
|                  | DA              | 01,0            | 00,6             |
| Dietmar Wildführ | CDU             | 47,8            | 50,4             |
|                  | Chr. L          | -               | 00,2             |
|                  | DBU             | -               | 00,4             |
|                  | DSU             | 03,7            | 01,8             |
|                  | F.D.P.          | 08,9            | 07,3             |
|                  | LL-PDS          | 11,0            | 09,7             |
|                  | NPD             | -               | 00,4             |
|                  | FORUM           | 06,2            | 04,5             |
|                  | RAP             | -               | 00,1             |
|                  | SHB             | -               | 00,1             |
|                  | SPD             | 21,2            | 24,6             |

Es waren 40.236 Personen wahlberechtigt. Die Wahlbeteiligung lag bei 68,0 %. Von den abgegebenen Stimmen waren 2,7 % ungültig. Als Direktkandidat wurde Dietmar Wildführ (CDU) gewählt. Er erreichte 47,8 % aller gültigen Stimmen.

## Wahlkreissieger
Direkt gewählte Abgeordnete des Wahlkreises Delitzsch waren:
| Jahr | Name             | Partei | Anteil der Erststimmen |
| ---- | ---------------- | ------ | ---------------------- |
| 2009 | Volker Tiefensee | CDU    | 39,8 %                 |
| 2004 | Rita Henke       | CDU    | 43,9 %                 |
| 1999 | Rita Henke       | CDU    | 50,7 %                 |
| 1994 | Rita Henke       | CDU    | 46,4 %                 |
| 1990 | Dietmar Wildführ | CDU    | 47,8 %                 |

## Landtagswahlen 1990–2009
Die Ergebnisse der Landtagswahlen seit 1990 im Gebiet des heutigen Wahlkreises Delitzsch waren (Zweit- bzw. Listenstimmen):
| Partei        | 1990 | 1994 | 1999 | 2004 | 2009 |
| ------------- | ---- | ---- | ---- | ---- | ---- |
| CDU           | 51,2 | 56,0 | 56,0 | 43,3 | 41,5 |
| PDS/Die Linke | 10,6 | 17,1 | 22,8 | 25,3 | 22,7 |
| SPD           | 22,7 | 18,5 | 12,8 | 11,2 | 12,9 |
| NPD           | 0,5  | –    | 2,2  | 8,7  | 6,0  |
| FDP           | 6,6  | 2,1  | 1,2  | 5,1  | 7,7  |
| GRÜNE         | 4,8  | 3,9  | 1,5  | 2,9  | 3,8  |
| Sonstige      | 3,7  | 2,3  | 3,5  | 3,4  | 5,3  |